# Dilema do prisioneiro

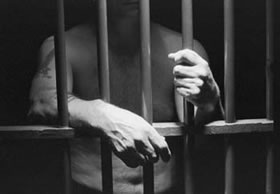
Irão cooperar ambos os prisioneiros para minimizar a perda da liberdade, ou um dos presos, desconfiando na cooperação do outro, o trairá para ganhar a liberdade?

O dilema do prisioneiro faz referência a um problema da teoria dos jogos, sendo um exemplo claro, mas atípico, de um problema de soma não nula. Neste problema, como em muitos outros, supõe-se que cada jogador, de forma independente, quer aumentar ao máximo a sua própria vantagem sem lhe importar o resultado do outro jogador.
As técnicas de análise da teoria de jogos padrão, como por exemplo determinar o equilíbrio de Nash, podem levar a que cada jogador escolha trair o outro, embora ambos os jogadores obtenham um resultado mais favorável se colaborarem. Infelizmente para os prisioneiros, cada jogador é incentivado individualmente a defraudar o próximo, mesmo após a promessa recíproca de colaboração. Este é o ponto-chave do dilema, ou seja, deverá ou não deverá o prisioneiro egoísta colaborar com o próximo sem o trair, para que a vantagem do grupo, equitativamente distribuída, possa ser maximizada?
No dilema do prisioneiro iterado, a cooperação pode obter-se como um resultado de equilíbrio. Aqui joga-se repetidamente, e quando se repete o jogo, oferece-se a cada jogador a oportunidade de castigar o outro jogador pela não cooperação em jogos anteriores. Assim, num processo iterativo, o incentivo para defraudar pode ser superado pela ameaça do castigo, o que conduz a um resultado melhor, ou seja, mais cooperativo.

## O dilema do prisioneiro clássico
O dilema do prisioneiro foi originalmente formulado em 1950 por Merrill Flood e Melvin Dresher enquanto trabalhavam na RAND. Mais tarde, Albert W. Tucker fez a sua formalização com o tema da pena de prisão e deu ao problema geral o nome pelo qual é conhecido. O dilema do prisioneiro (DP), dito clássico, funciona da seguinte forma:
Dois suspeitos, A e B, são presos pela polícia. A polícia tem provas insuficientes para os condenar, mas, separando os prisioneiros, oferece a ambos o mesmo acordo: se um dos prisioneiros, confessando, testemunhar contra o outro e esse outro permanecer em silêncio, o que confessou sai livre enquanto o cúmplice silencioso cumpre 10 anos de sentença. Se ambos ficarem em silêncio, a polícia só pode condená-los a 6 meses de cadeia cada um. Se ambos traírem o comparsa, cada um leva 5 anos de cadeia. Cada prisioneiro faz a sua decisão sem saber que decisão o outro vai tomar, e nenhum tem certeza da decisão do outro. A questão que o dilema propõe é: o que vai acontecer? Como o prisioneiro vai reagir?
O fato é que pode haver dois vencedores no jogo, sendo esta última solução a melhor para ambos, quando analisada em conjunto. Entretanto, os jogadores confrontam-se com alguns problemas: confiam no cúmplice e permanecem negando o crime, mesmo correndo o risco de serem colocados numa situação ainda pior, ou confessam e esperam ser libertados, apesar de que, se o outro fizer o mesmo, ambos ficarão numa situação pior em comparação com aquela em que ambos permanecessem calados?
Um experimento baseado no simples dilema encontrou que cerca de 40% de participantes cooperaram (ou seja, ficaram em silêncio). Em abstracto, não importa os valores das penas, mas o cálculo das vantagens de uma decisão cujas consequências estão atreladas às decisões de outros agentes, onde a confiança e traição fazem parte da estratégia em jogo.
Casos como este são recorrentes na economia, na biologia e na estratégia. O estudo das táticas mais vantajosas num cenário onde esse dilema se repita é um dos temas da teoria dos jogos. O enunciado clássico do dilema do prisioneiro, acima exposto, pode resumir-se, do ponto de vista individual de um dos prisioneiros, na seguinte tabela (tabela de ganhos):
|                        | Prisioneiro "B" nega                     | Prisioneiro "B" delata                   |
| ---------------------- | ---------------------------------------- | ---------------------------------------- |
| Prisioneiro "A" nega   | Ambos são condenados a 6 meses           | "A" é condenado a 10 anos; "B" sai livre |
| Prisioneiro "A" delata | "A" sai livre; "B" é condenado a 10 anos | Ambos são condenados a 5 anos            |

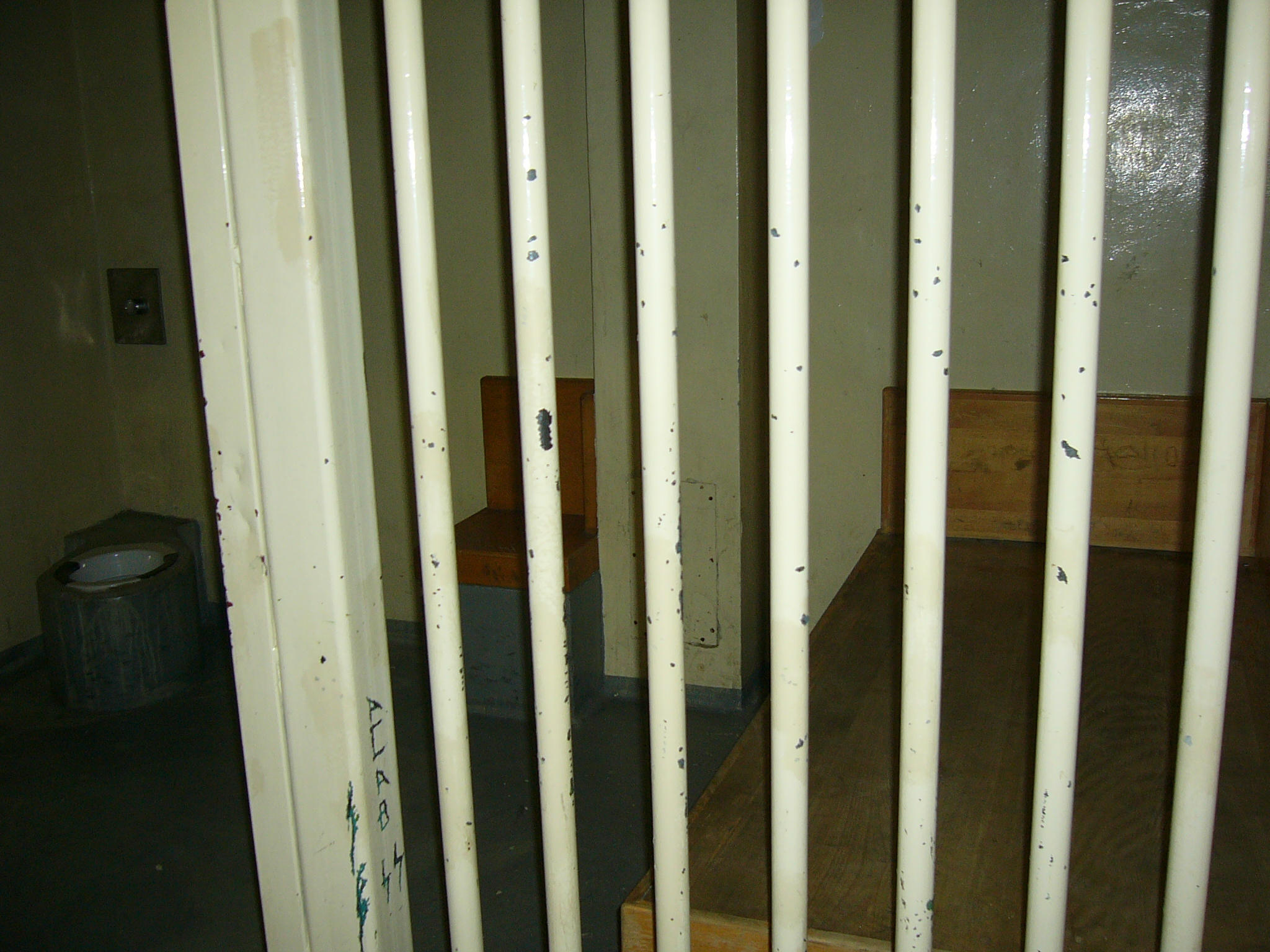
O prisioneiro está perante o dilema de confessar ou negar a participação no crime, tendo de lidar com a possibilidade de uma dura pena.

Vamos supor que ambos os prisioneiros são completamente egoístas e a sua única meta é reduzir a sua própria estadia na prisão. Como prisioneiros têm duas opções: ou cooperar com o seu cúmplice e permanecer calado, ou trair o seu cúmplice e confessar. O resultado de cada escolha depende da escolha do cúmplice. Infelizmente, um não sabe o que o outro escolheu fazer. Incluso se pudessem falar entre si, não poderiam estar seguros de confiar mutuamente.
Se se esperar que o cúmplice escolha cooperar com ele e permanecer em silêncio, a opção óptima para o primeiro seria confessar, o que significaria que seria libertado imediatamente, enquanto o cúmplice terá que cumprir uma pena de 10 anos. Se espera que seu cúmplice decida confessar, a melhor opção é confessar também, já que ao menos não receberá a pena completa de 10 anos, e apenas terá que esperar 5, tal como o cúmplice. Se ambos decidirem cooperar e permanecerem em silêncio, ambos serão libertados em apenas 6 meses.
Confessar é uma estratégia dominante para ambos os jogadores. Seja qual for a eleição do outro jogador, podem reduzir sempre sua sentença confessando. Por desgraça para os prisioneiros, isto conduz a um resultado regular, no qual ambos confessam e ambos recebem longas condenações. Aqui se encontra o ponto chave do dilema. O resultado das interacções individuais produz um resultado que não é óptimo no sentido de Pareto; existe uma situação tal que a utilidade de um dos detidos poderia melhorar (ou mesmo a de ambos) sem que isto implique uma piora para o resto. Por outras palavras, o resultado no qual ambos os detidos não confessam domina o resultado no qual os dois escolhem confessar.
Se se pensar pela perspectiva do interesse óptimo do grupo (dos dois prisioneiros), o resultado correcto seria que ambos cooperassem, já que isto reduziria o tempo total de pena do grupo a um total de um ano. Qualquer outra decisão seria pior para ambos se se considerar conjuntamente. Apesar disso, se continuarem no seu próprio interesse egoísta, cada um dos dos prisioneiros receberá uma dura pena.
Se um jogador tiver uma oportunidade para castigar o outro jogador ao confessar, então um resultado cooperativo pode manter-se. A forma iterada de este jogo (mencionada mais abaixo) oferece uma oportunidade para este tipo de castigo. Nesse jogo, se o cúmplice trai e confessa uma vez, pode-se castigá-lo traindo-o na próxima. Assim, o jogo iterado oferece uma opção de castigo que está ausente no modo clássico do jogo.
Este jogo possui como solução do ponto de vista Ótimo de Pareto a estratégia:
- A e B negam

Este jogo possui como Equilíbrios de Nash a estratégia:
- A e B delatam: neste caso, é o Equilíbrio dominante.

## Um jogo similar
O cientista cognitivo Douglas Hofstadter (ver as referências abaixo) sugeriu uma vez que as pessoas encontram muitas vezes problemas como o dilema do prisioneiro mais fáceis de entender quando são apresentados como um simples jogo ou intercâmbio. Um dos exemplos que usou foi o de duas pessoas que se encontrem e troquem malas fechadas, com o acordo de que uma delas contenha dinheiro e a outra contenha um objecto que está sendo comprado. Cada jogador pode escolher seguir o acordo pondo na sua mala o que acordou, ou pode enganar oferecendo uma mala vazia. Neste jogo de intercâmbio, ao contrário do dilema do prisioneiro, o engano é sempre a melhor opção.

## Matriz de ganhos do dilema do prisioneiro

Um exemplo de uma matriz de recompensas do dilema do prisioneiro

No mesmo artigo, Hofstadter também observou que a matriz de ganhos do dilema do prisioneiro pode, de facto, tomar múltiplos valores, sempre que se adira ao seguinte princípio:
T > R > C > P
onde T é a tentação para trair (isto é, o que se obtém quando se deserta e o outro jogador coopera); R é a recompensa pela cooperação mútua; C é o castigo pela deserção mútua; e P é a paga do ingénuo (isto é, o que se obtém quando um jogador coopera e o outro deserta).
A matriz de ganhos seria:
| A, B     | Nega       | Confessa |
| -------- | ---------- | -------- |
| Nega     | -1/2, -1/2 | -10, 0   |
| Confessa | 0, -10     | -5, -5   |

O dilema do prisioneiro cumpre a fórmula: 0 > -0,5 > -5 > -10 (em negativo porquanto os números representam anos de cárcere).
Costuma também cumprir-se (T + C)/2 < R, e isto é exigido no caso iterado.
As fórmulas anteriores asseguram que, independentemente dos números exactos em cada parte da matriz de ganhos, é sempre "melhor" para cada jogador desertar, faça o que fizer o outro.
Seguindo este princípio, e simplificando o dilema do prisioneiro ao cenário da troca de malas anterior (ou a um jogo de dois jogadores tipo Axelrod — ver mais abaixo), obteremos a seguinte matriz de ganhos canónica para o dilema do prisioneiro, isto é, a que se costuma mostrar na literatura sobre este tema:
|          | Cooperar | Desertar |
| -------- | -------- | -------- |
| Cooperar | 3, 3     | -5, 5    |
| Desertar | 5, -5    | -1, -1   |

Em terminologia "ganho-ganho" a tabela seria semelhante a esta:
|          | Cooperar                              | Desertar                             |
| -------- | ------------------------------------- | ------------------------------------ |
| Cooperar | ganho - ganho                         | perda substancial- ganho substancial |
| Desertar | ganho substancial - perda substancial | perda - perda                        |

## Exemplos na vida real
Estes exemplos em concreto em que intervêm prisioneiros, troca de malas e coisas parecidas podem parecer rebuscados, mas existem, de facto, muitos exemplos de interacções humanas e interacções naturais nas quais se obtém a mesma matriz. O dilema do prisioneiro é só por si de interesse para as ciências sociais, como a economia, a ciência política e sociologia, além das ciências biológicas como a etologia e a biologia evolutiva.
Em ciência política, por exemplo, o cenário do dilema do prisioneiro usa-se para ilustrar o problema dos estados envolvidos nas corridas às armas. Ambos concluíram que têm duas opções: ou incrementar os gastos militares, ou chegar a um acordo para reduzir o seu armamento. Nenhum dos dois estados pode estar seguro de que o outro acatará o acordo; deste modo, ambos se inclinam para a expansão militar. A ironia está em que ambos os estados parecem actuar racionalmente, mas o resultado é completamente irracional.
Outro interessante exemplo tem a ver com um conceito conhecido das corridas no ciclismo, por exemplo, na Volta à França. Considerem-se dois ciclistas a metade da corrida, com o pelotão a grande distância. Os dois ciclistas trabalham em cooperação mútua, compartindo a pesada carga da posição dianteira, donde não se podem refugiar do vento. Se nenhum dos ciclistas faz um esforço para permanecer adiante, o pelotão alcançá-los-á rapidamente (deserção mútua). Um exemplo visto com frequência é que um ciclista faz sozinho todo o seu trabalho, mantendo ambos longe do pelotão. No final, isto levará provavelmente a uma vitória do segundo ciclista, que teve uma corrida mais fácil graças o trabalho do primeiro corredor.
Por último, a conclusão teórica do dilema do prisioneiro é a razão pela qual, em muitos países, se proíbem os acordos judiciais. Frequentemente aplica-se precisamente o cenário do dilema do prisioneiro: é do interesse de ambos os suspeitos ou confessar ou testemunhar contra o outro prisioneiro/suspeito, mesmo que ambos sejam inocentes do suposto crime ou actividade ilícita. Pode-se dizer que o pior caso dá-se quando apenas um deles é culpado: não é provável que o inocente confesse, enquanto o culpado tenderá a confessar e a testemunhar contra o inocente.

## O dilema do prisioneiro iterado (DPI)
No seu livro A evolução da cooperação: o dilema do prisioneiro e a teoria de jogos (1984), Robert Axelrod estudou uma extensão ao cenário clássico do dilema do prisioneiro que denominou dilema do prisioneiro iterado (DPI). Aqui, os participantes devem escolher uma e outra vez a sua estratégia mútua, e têm memória dos seus encontros prévios. Axelrod convidou colegas académicos de todo o mundo a conceber estratégias automatizadas para competir num torneio de DPI. Os programas que participaram variavam amplamente na complexidade do algoritmo: hostilidade inicial, capacidade de perdão e similares. Axelrod descobriu que quando se repetem estes encontros durante um longo período de tempo com muitos jogadores, cada um com distintas estratégias, as estratégias "egoístas" tendiam a ser piores a longo prazo, enquanto que as estratégias "altruístas" eram melhores, julgando-as unicamente com respeito ao interesse próprio. Usou isto para mostrar um possível mecanismo que explicasse o que antes tinha sido um difícil ponto na teoria da evolução: como pode evoluir um comportamento altruísta a partir de mecanismos puramente egoístas na selecção natural?
Descobriu-se que a melhor estratégia determinista era a de "olho por olho" ("tit for tat"), que foi desenvolvida e apresentada no torneio por Anatol Rapoport. Era o mais simples de todos os programas apresentados, contendo apenas quatro linhas de BASIC, e foi o que ganhou o concurso.[carece de fontes?] A estratégia consiste simplesmente em cooperar na primeira iteração do jogo, e depois de isso escolher o que o oponente escolheu na ronda anterior. Uma estratégia ligeiramente melhor é "Tit for Tat com capacidade de perdão". Quando o oponente deserta, na seguinte ronda coopera-se por vezes com ele com uma pequena probabilidade (de 1% a 5%). Isto permite a recuperação ocasional de ficar encerrado num círculo vicioso de deserções. A probabilidade exacta depende do alinhamento dos oponentes. "Tit for Tat com capacidade de perdão" é a melhor estratégia quando se introduzem problemas de comunicação no jogo. Isto significa que às vezes a jogada é transmitida incorrectamente ao oponente: coopera-se mas o oponente crê que se desertou.
Tit for Tat funcionava, segundo Axelrod, por dois motivos. O primeiro é que é "amável", isto é, começa cooperando e apenas deserta como resposta à deserção de outro jogador, e assim nunca é o responsável por iniciar um ciclo de deserções mútuas. O segundo é que pode ser provocado, ao responder sempre o que faz o outro jogador. Castiga imediatamente o outro jogador se este deserta, mas igualmente responde adequadamente se cooperam de novo. Este comportamento claro e directo significa que o outro jogador entende facilmente a lógica por trás das acções de Tit for Tat, e pode portanto encontrar uma forma de trabalhar com ele produtivamente. Não é uma coincidência que a maioria das estratégias que funcionaram pior no torneio de Axelrod fossem as que não estavam desenhadas para responder às escolhas dos outros jogadores. Contra esse tipo de jogador, a melhor estratégia é desertar sempre, já que nunca se pode assegurar ter estabelecido uma cooperação mútua fiável.
Para o DPI, nem sempre é correcto dizer que uma certa estratégia é a melhor. Por exemplo, considere-se uma população onde todos desertam sempre, excepto um único indivíduo que continua a estratégia Tit for Tat. Este indivíduo tem uma pequena desvantagem porque perde a primeira ronda. Numa população com um certa percentagem de indivíduos que desertam sempre e outros que continuam a estratégia Tit for Tat, a estratégia óptima para um indivíduo depende da percentagem, e da duração do jogo. Realizaram-se simulações de populações, onde morrem os indivíduos com pontuações baixas e se reproduzem aqueles com pontuações altas. A mistura de algoritmos na população final depende da mistura na população inicial.
Se um DPI vai ser iterado exactamente N vezes, para alguma constante conhecida N, há outro dato interessante. O equilíbrio de Nash é desertar sempre. Isto prova-se facilmente por indução: Pode-se desertar a última ronda, já que o oponente não terá oportunidade de castigar. Por isso, ambos desertarão na última ronda. Então, pode-se desertar a ronda anterior, já que o oponente desertará na última faça-se o que se fizer. E continua-se deste modo. Para que a cooperação continue atractiva, o futuro deve ser indeterminado para ambos os jogadores. Uma solução consiste em fazer aleatório o número total de rondas N.
Outro caso especial é "jogar eternamente" o dilema do prisioneiro. O jogo repete-se um número infinito de rondas, e a pontuação é a média.
O jogo do dilema do prisioneiro é fundamental para entender certas teorias de cooperação e confiança humana. Na suposição de que as transacções entre duas pessoas que exijam confiança podem ser modeladas pelo dilema do prisioneiro, o comportamento cooperativo em populações pode ser modelado por uma versão para vários jogadores e iterada do jogo. Por isso tem fascinado muitos estudiosos ao longo dos anos. Uma estimativa não demasiado actualizada (Grofman and Pool, 1975) situa o número de artigos dedicados ao mesmo acima dos 2.000.
Ao analisar as estratégias que conseguiram melhor pontuação, Axelrod estabeleceu várias condições necessárias para que uma estratégia tivesse êxito:
Amabilidade
A condição mais importante é a de que a estratégia deve ser "amável", ou seja, não desertar antes que o opositor o faça. Quase todas as estratégias melhor pontuadas eram amáveis; daí uma estratégia puramente egoísta não fará "batota" com o oponente, principalmente por razões puramente utilitárias.
Retaliação
Todavia, notou Axelrod, a estratégia vencedora não pode ser optimista cega. De vez em quando tem de retaliar. Um exemplo de uma estratégia não retaliadora é a de "colaborar sempre". É uma escolha muito má, pois estratégias oportunistas ou maldosas irão explorar essa fraqueza sem piedade.
Perdão
Uma qualidade das estratégias vencedoras é que são capazes de perdoar. Embora retaliem, tornam a cooperar logo que o opositor não continue a desertar. Isto evita grandes sequências de vinganças em círculo vicioso, maximizando os pontos.
Não-inveja
A última qualidade é não serem invejosas, ou seja, não tentarem fazer mais pontos que os opositores (impossível para uma estratégia "amável", isto é, uma estratégia "amável" nunca pode fazer mais pontos que o opositor).
Assim, Axelrod atinge a conclusão talvez utópica de que os indivíduos egoístas pelo seu próprio egoísmo tenderão a ser amáveis e colaborantes, indulgentes e não invejosos. Uma das mais importantes conclusões do estudo de Axelrod's quanto a este problema é que os indivíduos "amáveis" acabam com as melhores classificações.

### Sociedades secretas no dilema do prisioneiro iterado
No vigésimo aniversário da competição do dilema do prisioneiro iterado (2004), a equipe da Universidade de Southampton ganhou as primeiras posições, vencendo, entre os demais competidores, algoritmos modelo tit-for-tat e seus derivados. A competição era da variante do dilema do prisioneiro iterado com problemas de comunicação (isto é, algumas vezes não se comunicavam bem os movimentos ao outro jogador).
Nessa edição apresentaram-se 223 competidores, dos quais 60 foram inscritos por Southampton. Todos eram variantes de um mesmo algoritmo, e nas primeiras 5 a 10 iterações do dilema do prisioneiro utilizavam as suas respostas como "saudação secreta" para se identificarem entre si. Então, identificavam-se ao outro jogador como pertencentes à "sociedade", e alguns algoritmos estavam desenhados para sacrificar-se colaborando sempre, de modo que os outros, traindo-os sempre, pudessem conseguir uma pontuação máxima. Se não identificavam o outro algoritmo como pertencente à sociedade, após ver as suas jogadas iniciais, todas as variantes o traíam sempre para baixar tanto quanto possível a sua pontuação.
Essa estratégia, embora de discutível correspondência com o espírito do jogo, já que requer uma comunicação inicial entre os participantes da "sociedade" para decidir o formato da "saudação", ajusta-se às regras da competição. seguindo-a, Southampton conseguiu que três de seus participantes ocupassem as três primeiras posições, mas à custa de muitos dos seus outros algoritmos terem ficado entre os de pior pontuação.

### Psicologia da aprendizagem e teoria dos jogos
Quando os jogadores aprendem a estimar a probabilidade de deserção dos outros, o seu próprio comportamento é influenciado pela sua experiência desse comportamento externo. Estatísticas simples mostram que jogadores sem experiência são mais propensos a ter globalmente interacções invulgarmente boas ou más com os outros. Se agem na base dessas experiências (desertando ou cooperando mais do que fariam em outros casos) é mais provável que sofram em transacções futuras. Ao ganhar experiência consegue-se uma impressão mais verdadeira da probabilidade de deserção e o jogo torna-se mais favorável. As transacções iniciais feitas por jogadores imaturos poderão ter maior efeito no jogo futuro do que as que o são por jogadores já experientes. Este princípio explicará porque experiências formativas de jovens são tão influentes e porque é que estes são particularmente vulneráveis a violências psicológicas como o bullying, por vezes tornando-se eles próprios abusadores.
A probabilidade de traição/deserção numa população pode ser reduzida pela experiência da cooperação em anteriores jogos permitindo a construção de uma relação de confiança. Daí o comportamento de auto-sacrifício poderá, em alguns casos, aumentar a coesão moral de um grupo. Se o grupo for pequeno o comportamento positivo é mais provável de retornar de forma mútua, encorajando os indivíduos no grupo para que continuem a cooperar. Estes processos são preocupações de relevo no estudo do altruísmo recíproco, selecção de grupo, selecção de parentesco e filosofia moral.

## Variantes
Existem algumas variantes do jogo, com diferenças sutis mas importantes nas matrizes de ganhos, que se mostram de seguida.

### Galinha
Outro importante jogo de soma não nula chama-se "galinha". Neste caso, se o teu oponente deserta, te beneficias mais se cooperas, e este é o teu melhor resultado. A deserção mútua é o pior resultado possível (e por isso um equilíbrio instável), enquanto que no dilema do prisioneiro o pior resultado possível é a cooperação enquanto o outro jogador deserta (assim a deserção mútua é um equilíbrio estável). Em ambos os jogos, a "cooperação mútua" é um equilíbrio instável.
Uma matriz de ganhos típica seria:
- Se ambos jogadores cooperam, cada um obtém +5.
- Se um coopera e o outro deserta, o primeiro obtém +1 e o outro +10.
- Se ambos desertam, cada um obtém -20.

Chama-se "galinha" devido ao jogo de corridas de carros homónimo. Dois jogadores correm um contra o outro para uma aparente colisão frontal: o primeiro a desviar-se da trajectória é o galinha. Ambos os jogadores evitam o choque (cooperam) ou continuam com a trajectória (desertam). Outro exemplo é dado quando dois fazendeiros usam o mesmo sistema de irrigação nos seus campos. O sistema pode ser mantido adequadamente por uma pessoa, mas ambos os fazendeiros beneficiam disso. Se um fazendeiro não contribui para a sua manutenção, continua sendo do interesse do outro fazendeiro fazê-lo, porque beneficiará faça o que fizer o outro. Assim, se um fazendeiro pode estabelecer-se como o desertor dominante — isto é, se seu hábito ficar tão enraizado que o outro faz todo o trabalho de manutenção — seguramente continuará com esse comportamento.

### Jogo de confiança
Um jogo de confiança tem uma estrutura similar ao dilema do prisioneiro, excepto que a recompensa pela cooperação mútua é maior que a outorgada pela deserção mútua. Uma matriz de vitórias típica seria:
- Se ambos jogadores cooperam, cada um obtém +10.
- Se um jogador coopera e o outro jogador deserta, o primeiro obtém +1 e ele +5.
- Se ambos desertarem, cada um obtém +3.

O jogo de confiança é potencialmente muito estável, já que dá a máxima recompensa a jogadores que estabelecem um hábito de cooperação mútua. Apesar disto, existe o problema de que os jogadores não sejam conscientes de que está em seu interesse cooperar. Podem, por exemplo, crer incorrectamente que estão a jogar um jogo de dilema do prisioneiro ou galinha, e escolher a sua estratégia de acordo com ela.

### Amigo ou inimigo
"Amigo ou inimigo" (Friend or Foe) é um jogo emitido na televisão, no canal de cabo e satélite estado-unidense Game Show Network. É um exemplo do jogo do dilema do prisioneiro provado em pessoas reais, mas num ambiente artificial. No concurso, competem três pares de pessoas. Quando cada par é eliminado, jogam a um jogo do dilema do prisioneiro para determinar como se repartem seus ganhos. Se ambos cooperam ("amigo"), compartem benefícios em 50%. Se um coopera e o outro deserta ("inimigo"), o desertor leva todos os ganhos e o cooperador nenhum. Se ambos desertam, ninguém leva nada. Adverte-se que a matriz de ganhos é ligeiramente diferente do padrão dado anteriormente, já que os ganhos de "ambos desertam" e o de "eu coopero e o outro deserta" são idênticos. Isto faz que "ambos desertam" seja um equilíbrio neutral, comparado com o dilema do prisioneiro padrão. Se sabes que o teu oponente vai votar "inimigo", então a escolha não afecta os ganhos. De certo modo, "amigo ou inimigo" encontra-se entre o dilema do prisioneiro e a galinha.
A matriz de ganhos é:
- Se ambos jogadores cooperam, cada um obtém +1.
- Se ambos desertam, cada um obtém 0.
- Se tu cooperas e o outro deserta, tu te levas +0 e ele +2.

"Amigo ou inimigo" é útil para alguém que queira fazer uma análise do dilema do prisioneiro aplicado à vida real. Fixe-se em que apenas se pode jogar uma vez, sendo que todos os conceitos que implicam jogos repetidos não se apresentam, e não se pode desenvolver a estratégia da vingança.
Em "amigo ou inimigo", cada jogador pode fazer um comentário para convencer o outro quanto à sua amizade antes de fazer a decisão em segredo de cooperar ou desertar. Um possível modo de "ganhar ao sistema" seria dizer ao rival: "Vou escolher 'inimigo'. Se confias em que te dê a metade dos benefícios depois, escolhe 'amigo'. De outro modo, iremos ambos embora sem nada." Uma versão mais egoísta disto seria: "Vou escolher 'inimigo'. Vou dar-te X% e ficarei com (100-X)% do prémio total. Assim que (é "pegar ou largar"), ambos levamos algo ou nenhum de nós leva nada."
Agora o truque está em minimizar X de modo que o outro concorrente continue escolhendo 'amigo'. Basicamente, deve-se saber o limiar no qual a utilidade (benefícios potenciais) que o opositor ganha ao ver-nos a nada receber ultrapassa a utilidade que ele ganha no caso de alinhar no jogo cooperativo. Todavia, nos seus contratos, os jogadores tiveram de acordar que no caso em que ambos vencem, nada podem dar ao parceiro, ou arriscam o prémio inteiro.
Esta aproximação não foi tentada no jogo: é possível que os juízes não a permitissem.

### A "tragédia dos comuns"

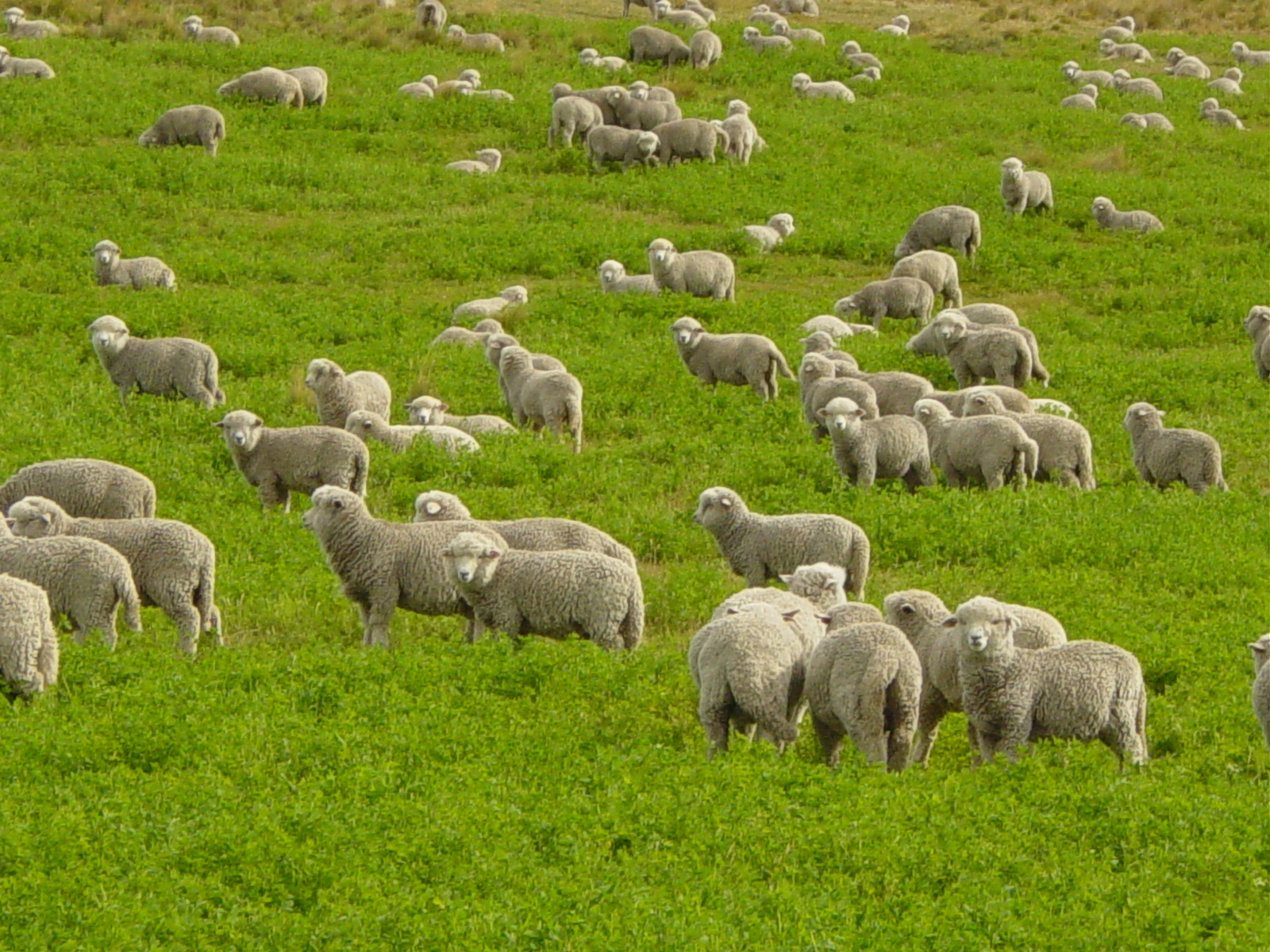
A "tragédia dos baldios" é ilustrada pelo problema dos pastos comunitários, que quando explorados em excesso significam perdas para a comunidade.

A chamada "tragédia dos comuns" (dos pastos comunitários) é um caso de dilema do prisioneiro que envolve muitos agentes e que parece referir-se a situações reais.
Na formulação que popularizou Garrett Harding, cada vizinho de uma comunidade campestre prefere alimentar o seu gado em pastos comunitários que em outros próprios de pior qualidade; se o número de vizinhos que satisfaz esta preferência superar certo limite, os pastos comunitários ficam esgotados, e é a isto precisamente que conduz a solução do jogo. Para que algum vizinho beneficie dos pastos, outros devem pagar o custo de renunciar, ou cada um deve renunciar em parte; mas o equilíbrio está na situação onde cada qual utiliza os pastos sem se preocupar com os demais.
Traduzindo a situação no esquema de Hofstadter, cada vizinho tem aqui a tentação T de beneficiar dos pastos sem pagar o custo; a recompensa R pela cooperação mútua consiste em negociar quantos hão-de deixar de beneficiar dos pastos comunitários para os conservar em boas condições; o castigo C é para todos, quando cada um cede à tentação, e é a ruína dos pastos; a perda P é a de que ao não se aproveitar dos pastos comunitários, se permita que outros o venham a fazer. Estas possibilidades combinam-se como no dilema do prisioneiro bipessoal, fazendo que perante o risco de receber P, a paga do ingénuo, todos cedam à tentação de não cooperar e provoquem a situação de castigo.
A mesma estrutura pode aplicar-se a qualquer dinâmica de esgotamento de recursos por sobre-exploração, e parece estar no origem da contaminação ambiental – onde uma atmosfera não contaminada poderia desempenhar o papel dos pastos comunitários -, e o automóvel privado o papel do gado-. Interpretou-se que evitar soluções sub-óptimas como estas passa pela privatização dos bens de acesso público, limitando em função da renda o número de pessoas que podem cair na tentação.
Para o filósofo inglês Derek Parfit, são os jogos de muitos agentes, como a "tragédia dos comuns" – e não os jogos bipessoais ou os jogos iterados -, os que têm mais interesse para estudar a lógica do dilema do prisioneiro: por um lado, a situação que os provoca não depende de ganhos desenhados externamente - por um experimentador ou uma instituição-, mas da simples concorrência de múltiplos agentes; por outro, quantos mais sejam os participantes, mais irracional é abandonar unilateralmente a solução sub-óptima que leva a C – mais improvável são os benefícios de não ceder à tentação T -, e menos peso têm as soluções que se postulam em contextos artificiais de iteração. Em suma, o grande número de participantes é para Parfit tanto causa como garantia de que a não cooperação seja uma solução estável, e fá-la permanente e inevitável (para agentes racionais que procurem satisfazer o seu próprio interesse).
Paula Casal [carece de fontes?] afirma que a capacidade secular das comunidades indígenas para manter em bom estado os pastos comunitários desmente a inevitabilidade de C, graças  "à educação, aos costumes, aos conselhos dos anciãos ou a outras instituições sociais". Parece então que o dilema se supera graças à paradoxal receita que admite Parfit: o próprio interesse prescreve que, para chegar a soluções óptimas de Pareto estáveis, os indivíduos devem ser educados em teorias morais contrárias à satisfação do próprio interesse.